# Calle Chica
Calle Chica är en ort i Mexiko.   Den ligger i kommunen San Rafael och delstaten Veracruz, i den sydöstra delen av landet, 250 km öster om huvudstaden Mexico City. Calle Chica ligger 6 meter över havet och antalet invånare är 125.
Terrängen runt Calle Chica är platt, och sluttar norrut. Runt Calle Chica är det ganska glesbefolkat, med 30 invånare per kvadratkilometer. Närmaste större samhälle är San Rafael, 2,4 km väster om Calle Chica. Omgivningarna runt Calle Chica är en mosaik av jordbruksmark och naturlig växtlighet.